# Ernst Von Grünigen
Ernst Von Grünigen (né le 23 mars 1950 et mort en juin 1992) est un ancien sauteur à ski suisse.

## Palmarès

### Jeux Olympiques
| Épreuve / Édition | Sapporo 1972 | Innsbruck 1976 |
| Petit Tremplin    | 16e          | 5e             |
| Grand Tremplin    | 44e          | 23e            |